# Europejskie biuro do spraw języków rzadziej używanych
Europejskie biuro do spraw języków rzadziej używanych (ang. European Bureau for Lesser-Used Languages – EBLUL) – organizacja pozarządowa, której celem jest wspieranie i promowanie językowej różnorodności w Europie. Organizacja wspiera i łączy przede wszystkim społeczności używające języków mniejszości etnicznych. EBLUL reprezentuje w sumie ok. 46 milionów Europejczyków mówiących językami rzadko używanymi.

## Działania podejmowane przez EBLUL
Organizacja ściśle współpracuje z Komisją Europejską, Parlamentem Europejskim i Radą Europy.
Biuro dostarcza informacji na temat europejskiej polityki w zakresie wielojęzyczności oraz programów ją wspierających. Współpracując z państwowymi, regionalnymi i lokalnymi władzami oraz organizacjami wspierającymi rzadko używane języki, pomaga w nawiązywaniu współpracy między rządowymi i samorządowymi partnerami a reprezentantami tych mniejszości językowych.
EBLUL osiąga wyznaczone cele poprzez:
1. dostarczanie instytucjom unijnym i instytucjom Rady Europy informacji na temat używania języków w poszczególnych regionach Europy oraz perspektyw ich przyszłego losu,
2. rozpowszechnianie wiedzy wśród mniejszości językowych, na temat programów Komisji Europejskiej, Parlamentu Europejskiego i Rady Europy je wspierających,
3. przeprowadzanie analiz, organizowanie seminariów, konferencji i innego rodzaju spotkań mających na celu zwrócenie uwagi na rzadko używane języki i posługujące się nimi społeczności.

## Ocena działalności
Działalność Biura bardzo pozytywnie oceniana jest przez Radę Europy. W roboczym dokumencie, który powstał w grudniu 2008 roku, podkreśla się, że EBLUL wspiera dziedzictwo kulturowe i językowe mniejszości etnicznych, a także, że wskutek działania organizacji, systematycznie poprawia się sytuacja języków mniejszości i rzadziej używanych.

## Konferencja EBLUL w Polsce
We wrześniu 2008 r., w Gdańsku, miała miejsce konferencja EBLUL (z cyklu corocznych spotkań o nazwie "Partnerstwo dla różnorodności – ang. Partnership for diversity). Była to pierwsza konferencja zorganizowana w nowym państwie członkowskim Unii. Konferencja odbyła się pod hasłem: Language Policy and the Regions in Europe. Organizatorzy podkreślali, że Gdańsk jest stolicą jednego z rzadko używanych języków europejskich – kaszubskiego.
Jednym z członków zarządu EBLUL jest Polak – Tomasz Wicherkiewicz.